# Apple Card
Apple Card（アップルカード）は、Appleのクレジットカードサービス。ゴールドマン・サックスを発行元とする提携カードである。国際ブランドはマスターカード。iPhone・Mac・Apple WatchなどのApple製のデバイスに搭載されているApple Payで使用することを想定したサービスが付帯している。

## 概要
2019年8月6日にアメリカ合衆国で招待制で一部のiPhoneユーザーに先行して発行され、同年8月20日に同国で一般にサービス提供が開始された。
2019年3月25日に開催されたApple Special Eventで新サービスとして発表された。

## 機能
延滞料・キャッシング手数料・為替手数料・バックチャージ・管理維持手数料などはないが、銀行手数料や交換手数料は請求される。

### 報酬プログラム
Apple Payを使用して買い物を行うと、還元率2%のキャッシュバックサービス Daily Cashが適用される。なおApple（Apple StoreやApp Store）でApple製品・サービスを購入した場合は3%、UberやUberEatsを利用した際も3%になる。ただしApple Payではなく、チタン製のクレジットカードを使って支払った場合は1%になる。キャッシュバックはApple Wallet内にあるApple Pay Cashに毎日入金される。

### プライバシー
クレジットカード番号の漏洩を防ぐため、決済時には独自の番号が使われ、番号は端末が持つセキュリティ機能専用チップのSecure Elementに保存される。支払いの度にFace IDやTouch IDで認証する1回だけの「動的セキュリティコード」が生成される。Apple Cardのプライバシー機能によって、Appleは顧客が利用した店・買った物・払った金額を知られることはない。

### 提携
Appleはカード発行元（イシュア）としてゴールドマン・サックスと、国際ブランドとしてマスターカードと提携を結んだ。

### 物理カード
Apple Payの非接触型決済に対応していない場合は、チタン製のApple Cardを使用して支払いを行うことができる。申し込み時にアプリ内にて物理カードの発行を指定することができる。このカードの表面には契約者の氏名と、Apple・マスターカード・ゴールドマンサックスのロゴしか書かれておらず、その他にはICクレジットカード用の接触型ICチップがあるだけである。またカード番号・セキュリティコード・使用期限・署名記載欄はないが、必要な場合はApple Walletアプリで参照することができるようになっている。なお物理カードは非接触型決済には非対応であるため、非接触型決済を行う場合はApple Payを使用する必要がある。

### アクティベーション方法
物理カードのアクティベーションを行うには、カード申請したWalletアプリが入っているiPhoneをパッケージの下の部分に当て、画面に表示されたボタンをタップする。そのプロセスに要する時間は約5秒。パッケージがそれぞのユーザーのWalletアプリと紐づいているため、他のユーザーのiPhoneを当てた場合は、アクティベーションができないようになっている。このため、カード所有者本人のiPhoneを利用しない限りカードを使うことができない。